# Euglossa paisa
Euglossa paisa là một loài Hymenoptera trong họ Apidae. Loài này được Ramírez mô tả khoa học năm 2005.